# 埃维昂莱班站
埃维昂莱班站是法国的一个铁路车站，位于法国东部边境城市埃维昂莱班。

## 位置
埃维昂莱班站位于埃维昂莱班市区的中部，隆日赖-莱阿兹－布夫雷铁路211.366公里处。该铁路埃维昂莱班站以下的路段已关闭，因此埃维昂成为了该铁路事实上的终点。车站大致呈东西走向，开口朝东南。

## 设施
埃维昂莱班站设有人工售票窗口，其开放时间如下：
- 周一至五：9:50~18:00
- 周末及节假日：10:45~18:00

此外，埃维昂莱班站还设有自动售票机等设施。

## 停靠线路
以下列车线路在埃维昂莱班站停靠：
| 埃维昂莱班站列车线路表         |      |          |          |              |
| 线路                           | 车种 | 上一站   | 下一站   | 大致运行频率 |
| 巴黎—埃维昂莱班                | TGV  | 托农莱班 | （终点） | [ 註 2 ]     |
| 里昂佩拉什/帕尔迪厄—埃维昂莱班 | TER  | 托农莱班 | （终点） | 每天2~8趟    |
| 贝勒加德/阿讷马斯—埃维昂莱班   | TER  | 托农莱班 | （终点） | 每天6趟左右  |
| 1. 2.                          |      |          |          |              |

## 配套交通

### 长途客车
| 停靠埃维昂莱班站的大巴车       |                        | |
| 上下车地点                     | 运营单位               | 主要目的地 |
| 埃维昂莱班汽车站 Gare routière | 上萨瓦省城际客运 LIHSA | - T71线：托农莱班 、杜韦讷、日内瓦 - 124线：托农莱班、昂菲永、圣保罗昂沙布莱 - 131线：托农莱班、吕格兰、圣冈戈勒弗 - 141线：阿讷马斯、圣塞尔格、邦昂沙布莱、托农莱班 |
| 埃维昂莱班站门口               | SNCF Car TER           | - 40线： 托农莱班、阿讷马斯、贝勒加德、 - 当某条铁路线施工或罢工时，SNCF可能也会提供途径该线路沿途站点的大巴车                                                       |
| 1. 2. 3.                       |                        | |

### 市内交通
| 埃维昂莱班站附近的市内公共交通线路 |                  |                                                  |
| 公交车站名称                       | 位置             | 停靠线路                                         |
| Gare SNCF 埃维昂莱班-火车站        | 埃维昂莱班站门口 | - J线：莱芒湖畔马克西利-小岸 ↔ 讷沃塞勒-韦尔拉尼 |
| 1. 2.                              |                  |                                                  |

### 社会车辆
埃维昂莱班站门口设有社会车辆停车场。

## 临近车站
| 埃维昂莱班站（Gare d'Évian-les-Bains） |                           |          |
| 上行车站                               | 线路                      | 下行车站 |
| 托农莱班                               | 隆日赖-莱阿兹－布夫雷铁路 | （终点） |
| 1. 2.                                  |                           |          |